# Јулија Старија
Јулија Цезарис (лат. Iulia Caesaris), познатија историји као Јулија Старија (лат. Iulia Maior), била је ћерка (уједно и једино биолошко дете) Октавијана Августа. Отац ју је удавао за потенцијалне наследнике. Била је бака Агрипине Млађе и цара Калигуле и прабака цара Нерона. Због неморална понашања њен отац Октавијан ју је 2. п. н. е. протерао на острво Пандатерију, где је провела пет година. Након тога морала је да живи у Регију све до смрти.

## Детињство, младост и образовање
Јулија Старија је рођена 30. октобра 39. п. н. е. У време Јулијинога рођења Октавијан још увек није имао име Август (добија га је тек 27. п. н. е.). Октавијан се развео од Скрибоније да дан Јулијиног рођења .. Оженио се Ливијом, која је пре тога била жена Тиберија Клаудија Нерона, оца будућег цара Тиберија. Октавијан је, међутим, према римским обичајима, након развода од Скрибоније тражио да он води бригу о детету. Када је Јулија порасла, живела је са својом маћехом Ливијом и образовала се заједно са својим рођацима. Према Светонију, код Августа је имала строго васпитање и образовање, па су их чак учили да преду и да ткају О њиховим дневним активностима водио се царски дневник Није смела да се среће са странцима без Августовога одобрења. Ипак, Октавијан је обожавао своју ћерку и обезбеђивао јој је најбоље учитеље. Према Макробију, рекао је да треба да се брине о две ћерке, тј. o римској држави и о Јулији.

## Зарука са сином Марка Антонија
Током 37. п. н. е., Октавијанови најближи пријатељи и саветници Гај Килније Мецена и Марко Випсаније Агрипа закључили су споразум са Марком Антонијем. Споразум је оверен заруком двогодишње Јулије са десетогодишњим Марком Антонијем Антилом. Та зарука није довела до венчања, јер је између привремено помирених страна избио грађански рат. Октавијан и Агрипа победили су 31. п. н .е. Марка Антонија и Клеопатру VII у бици код Акцијума. Када се њих двоје убило у Александрији, Октавијан је постао неприкосновени владар Римскога царства.

## Први брак са Марцелом
Када је постала девојка, као и код већине аристократских жена, њен живот су фокусирали на тражење погодног брака који би учвршћивао савезе међу аристократским породицама. Попут већине римских девојака, она се удала врло млада. Имала је само 14 година, када се 25. п. н. е. удала за свог рођака Марка Клаудија Марцела, који је био три године старији од ње. Према гласинама Марцел је био одабран као потенцијални Августов наследник. Октавијан није био присутан на венчању. У то време он је ратовао у Хиспанији, где се и разболео. Венчање је у име Октавијана обављао Агрипа. Марцел је изненада умро 23. п. н. е, па се тако у шеснаестој години окончао први Јулијин брак у коме нису имали деце.

## Удаја за Агрипу
Јулија се 21. п. н. е. удала за Агрипу, Октавијановог најпоузданијег војсковођу и пријатеља. На тај корак Октавијан се одлучио делимично и по Меценину савету, који му је рекао да је Агрипу учинио толико великим да треба или да му буде зет или да га убије. Октавијан је пре тога Агрипи наредио да се растане од своје супруге Марцеле. Био је то типичан пример дипломатски уговореног брака, јер Агрипа је био 25 година старији од Јулије, која је само била пион у Октавијановим династичким плановима. Од тада почиње серија Јулијиних прељуба. Први случај Јулијинога неверства био је са Семпронијем Грахом. Током брака са Агрипом имала је везу и са Тиберијем. У браку са Агрипом имала је петоро деце: Гаја Цезара, Јулију Млађу, Луција Цезара, Агрипину Старију и Агрипу Постума. Од 20. п. н. е. до 18. п. н. е. Агрипа је управљао Галијом и вероватно га је Јулија пратила. Убрзо након доласка родио им се први син Гај Цезар, а 19. п. н. е. Јулија Млађа. По повратку у Рим родио им се син Луције Цезар. Током 16. п. н. е. Агрипа и Јулија Старија кренули су на поход по источним провинцијама, па су посетили Ирода. У октобру 14. п. н. е. путовали су у Атину, где је Јулија родила Агрипину Старију. По повратку у Италију Јулија је затруднела, а Агрипа је изненада умро 12. п. н. е. у Кампанији у 51-ој години живота. Сахрањен је у Августовом маузолеју. Након његове смрти родило им се пето дете, које су њему у част назвали Марко Агрипа Постум.

## Брак са Тиберијем
Бригу о Јулијиним дечацима, Гају Цезару и Луцију Цезару, након Агрипине смрти преузео је Октавијан, који их је усвојио још док је Агрипа био жив 17. п. н. е. Чим је Јулија родила Агрипу Постума, Октавијан је наредио да се 11. п. н. е. уда за његовог пасторка Тиберија. Тиберију је пре тога наредио да се растави од своје претходне жене Випсаније Агрипине. Тиберије је био вестан да је Јулија склона прељубама. У почетку је ипак са њом живео у хармонији, али то није било дугог века. Са Јулијом је имао само једно дете, које је веома рано преминуло. Његови односи са Јулијом су захладили, па чак више нису ни живели заједно. Према Тациту, Јулија је презирала Тиберија сматрајући га нижим од себе. До 6. п. н. е, Тиберије је отпутовао на Родос повлачећи се привремено из политичкога живота. Могуће је и да је на Тиберијеву одлуку утицало и понашање Јулије, која није крила своје љубавнике. Тацит је сматрао да је то био главни разлог Тиберијева повлачења. Тиберије је био ожењен за жену коју је мрзио и која га је јавно срамотила ноћним испадима на Форуму.

## Скандал и прогон
Изгледало је да Јулија као Августова ћерка и мајка два потенцијална наследника, Гаја Цезара и Луција Цезара, има осигурану светлу будућност. Међутим 2. п. н. е. њен отац, Октавијан Август, је наредио да се ухапси и оптужи за прељубу. Послао јој је писмо у Тиберијево име поништавајући њен брак. Октавијан је јавно изјавио да је Јулија ковала заверу против њега. Прогнао је неколико Јулијиних љубавника, а радило се о окорелом Семпронију Граху. Други љубавник, Јул Антоније, је извршио самоубиство. Јулија је срамотила Октавијана учествујући на римским ноћним пијанкама. Октавијан је био изузетно бесан, те се једва суздржао да је не погуби. О свему је писмом информисао Сенат. Јулију је осудио прогоном на острво Пандатерију (Вентотену), а да би је што примерније казнио лишио је сваког луксуза и никоме није дозвољавао да је посети без његова одобрења. Било јој је забрањено да пије вино. Радило се о малом острву које је имало површину од 1,75 квадартних километара и налази се у Тиренском мору крај Кампаније. Јулију је на Пандатерију пратила њена мајка Скрибонија.

## Смрт
Пет година провела је у изгнанству на Пандатерији, а онда јој је Август 3. године дозволио да се врати на копно. Наредио јој је да остане у Регију и никад јој није опростио скандалозно понашање. Неколико пута народ је на скупштини покушавао да интервенише у Јулијину корист, али Август би онда позивао богове да им дају такве ћерке и жене. Када је Тиберије дошао на власт, одлучио је да јој се освети. Пошто јој је отац био мртав, а није имала синова који би били наследници, Јулија је била изложена немилости новог цара и њенога бившег мужа, Тиберија. Он јој је укинуо примања и наредио да не сме да напушта кућу и није дозвољавао да је ико посећује. Пустио је да умре 14. године у беди после дуге болести. Према другој теорији, када је сазнала за смрт Агрипе Постума, подлегла је услед депресије.

## Породично стабло
|  |                                        |  |  |  |  |  |  |  |  |  |  |  |  |  |  |  |
|  | 16. Гај Октавије                       |  |  |  |  |  |  |  |  |  |  |  |  |  |  |  |
|  |                                        |  |  |  |  |  |  |  |  |  |  |  |  |  |  |  |
|  |                                        |  |  |  |  |  |  |  |  |  |  |  |  |  |  |  |
|  | 8. Гај Октавије                        |  |  |  |  |  |  |  |  |  |  |  |  |  |  |  |
|  |                                        |  |  |  |  |  |  |  |  |  |  |  |  |  |  |  |
|  |                                        |  |  |  |  |  |  |  |  |  |  |  |  |  |  |  |
|  | 4. Гај Октавије                        |  |  |  |  |  |  |  |  |  |  |  |  |  |  |  |
|  |                                        |  |  |  |  |  |  |  |  |  |  |  |  |  |  |  |
|  |                                        |  |  |  |  |  |  |  |  |  |  |  |  |  |  |  |
|  | 2. Октавијан Август                    |  |  |  |  |  |  |  |  |  |  |  |  |  |  |  |
|  |                                        |  |  |  |  |  |  |  |  |  |  |  |  |  |  |  |
|  |                                        |  |  |  |  |  |  |  |  |  |  |  |  |  |  |  |
|  | 20. Марко Ације Балб                   |  |  |  |  |  |  |  |  |  |  |  |  |  |  |  |
|  |                                        |  |  |  |  |  |  |  |  |  |  |  |  |  |  |  |
|  |                                        |  |  |  |  |  |  |  |  |  |  |  |  |  |  |  |
|  | 10. Марко Ације                        |  |  |  |  |  |  |  |  |  |  |  |  |  |  |  |
|  |                                        |  |  |  |  |  |  |  |  |  |  |  |  |  |  |  |
|  |                                        |  |  |  |  |  |  |  |  |  |  |  |  |  |  |  |
|  | 21. Помпеја                            |  |  |  |  |  |  |  |  |  |  |  |  |  |  |  |
|  |                                        |  |  |  |  |  |  |  |  |  |  |  |  |  |  |  |
|  |                                        |  |  |  |  |  |  |  |  |  |  |  |  |  |  |  |
|  | 5. Ација Балба Цезонија                |  |  |  |  |  |  |  |  |  |  |  |  |  |  |  |
|  |                                        |  |  |  |  |  |  |  |  |  |  |  |  |  |  |  |
|  |                                        |  |  |  |  |  |  |  |  |  |  |  |  |  |  |  |
|  | 22. Гај Јулије Цезар (проконзул Азије) |  |  |  |  |  |  |  |  |  |  |  |  |  |  |  |
|  |                                        |  |  |  |  |  |  |  |  |  |  |  |  |  |  |  |
|  |                                        |  |  |  |  |  |  |  |  |  |  |  |  |  |  |  |
|  | 11. Јулија Цезарис                     |  |  |  |  |  |  |  |  |  |  |  |  |  |  |  |
|  |                                        |  |  |  |  |  |  |  |  |  |  |  |  |  |  |  |
|  |                                        |  |  |  |  |  |  |  |  |  |  |  |  |  |  |  |
|  | 23. Аурелија Кота                      |  |  |  |  |  |  |  |  |  |  |  |  |  |  |  |
|  |                                        |  |  |  |  |  |  |  |  |  |  |  |  |  |  |  |
|  |                                        |  |  |  |  |  |  |  |  |  |  |  |  |  |  |  |
|  | 1. Јулија Старија                      |  |  |  |  |  |  |  |  |  |  |  |  |  |  |  |
|  |                                        |  |  |  |  |  |  |  |  |  |  |  |  |  |  |  |
|  |                                        |  |  |  |  |  |  |  |  |  |  |  |  |  |  |  |
|  | 6. Луције Скрибоније Либон             |  |  |  |  |  |  |  |  |  |  |  |  |  |  |  |
|  |                                        |  |  |  |  |  |  |  |  |  |  |  |  |  |  |  |
|  |                                        |  |  |  |  |  |  |  |  |  |  |  |  |  |  |  |
|  | 3. Скрибонија                          |  |  |  |  |  |  |  |  |  |  |  |  |  |  |  |
|  |                                        |  |  |  |  |  |  |  |  |  |  |  |  |  |  |  |
|  |                                        |  |  |  |  |  |  |  |  |  |  |  |  |  |  |  |
|  | 7. Сенција                             |  |  |  |  |  |  |  |  |  |  |  |  |  |  |  |
|  |                                        |  |  |  |  |  |  |  |  |  |  |  |  |  |  |  |
|  |                                        |  |  |  |  |  |  |  |  |  |  |  |  |  |  |  |